# Casearia buelowii
Casearia buelowii Whistler – gatunek rośliny z rodziny wierzbowatych (Salicaceae Mirb.). Występuje endemicznie na wyspach Tonga. 

## Morfologia
PokrójZimozielone drzewo lub krzew dorastające do 2 m wysokości.
LiścieMają eliptyczny kształt. Mierzą 6–10,5 cm długości oraz 2–4,5 cm szerokości. Nasada liścia jest klinowa. Blaszka liściowa jest całobrzega o wierzchołku od ostrego do spiczastego. Ogonek liściowy jest nagi i dorasta do 4–10 mm długości.
KwiatySą zebrane po 2–7 w pęczki, rozwijają się w kątach pędów. Mają 4 działki kielicha o eliptycznym kształcie i dorastających do 5–7 mm długości. Kwiaty mają 5–7 pręcików.